# イヴリン・アンカース
イヴリン・アンカース（Evelyn Ankers、1918年8月17日 - 1985年8月29日）は、チリ生まれのイングランドの女優。

## 出演作品
- ターザンと魔法の泉
- ベイジル・ラスボーン版 シャーロック・ホームズ　死の真珠
- ジャングルの妖女
- 夜の悪魔
- 春の序曲
- ベイジル・ラスボーン版 シャーロック・ホームズ　シャーロック・ホームズと恐怖の声
- 荒鷲戦隊
- フランケンシュタインの幽霊
- 狼男
- 凸凹お化け騒動
- 無敵艦隊
- 鎧なき騎士